# Serdar Taşçı
Serdar Taşçı (Esslingen, 24. travnja 1987.) bivši je njemački nogometaš turskog podrijetla koji je igrao na poziciji braniča. 
Za Njemačku je debitirao 20. kolovoza 2008. u utakmici s Belgijom. Bio je član izabrane vrste na Svjetskom prvenstvu u nogometu 2010. u Južnoafričkoj Republici, no tamo je nastupio samo dvije minute u utakmici za 3. mjesto.

## Vanjske poveznice
- Službena stranica  Arhivirana inačica izvorne stranice od 28. lipnja 2011. (Wayback Machine) (njem.)

### Ostali projekti
|  | Zajednički poslužitelj ima još gradiva o temi Serdar Taşçı |